# Komuna e Zhepës
Komuna e Zhepës är en kommundel och tidigare kommun i Albanien.   Den ligger i prefekturen Qarku i Beratit, i den centrala delen av landet, 80 km söder om huvudstaden Tirana.
```
Runt Komuna e Zhepës är det ganska glesbefolkat, med 
27
 invånare per kvadratkilometer.
[
2
]
```